# Карттунен, Мика
Ми́ка Ка́рттунен (фин. Mika Karttunen; род. 30 мая 1981) — финский шахматист, международный мастер (2001).
Семикратный чемпион Финляндии (2002, 2006, 2007, 2009, 2010, 2013, 2014 гг.). Серебряный призёр чемпионатов Финляндии 2000, 2011, 2012, 2017 гг. Бронзовый призёр чемпионатов Финляндии 2008, 2015, 2016 и 2018 гг.
В составе сборной Финляндии участник восьми шахматных олимпиад (2000—2014) и семи командных чемпионатов Европы (2003—2015).

## Изменения рейтинга
| Графики недоступны из-за технических проблем. См. информацию на Фабрикаторе и на mediawiki.org. |